# Det ender med bryllup
Det ender med Bryllup er en spillefilm fra 1943 instrueret af Lau Lauritzen Jr. efter manuskript af Peter Lind.

## Handling
Storfabrikanten, ingeniør Steen Andersen, er en mægtig mand. Et stort personale springer på hans mindste vink, han er vant til, at enhver af hans ordrer bliver udført, og han kender overhovedet ikke til at blive sagt imod. Men pludselig får hele hans regelmæssige tilværelse et grundskud, og årsagen er en ung yndig pige til hest i Dyrehaven. Steen Andersen har flere gange mødt hende på sine morgenrideture. Men hvordan lære hende at kende?

## Medvirkende i udvalg
- Poul Reumert
- Berthe Qvistgaard
- Ib Schønberg
- Povl Wöldike
- Charles Wilken
- Knud Heglund
- Sigurd Langberg
- Henry Nielsen
- Preben Kaas